# Desè Govern d'Espanya durant la dictadura franquista

Escut de l'estat espanyol

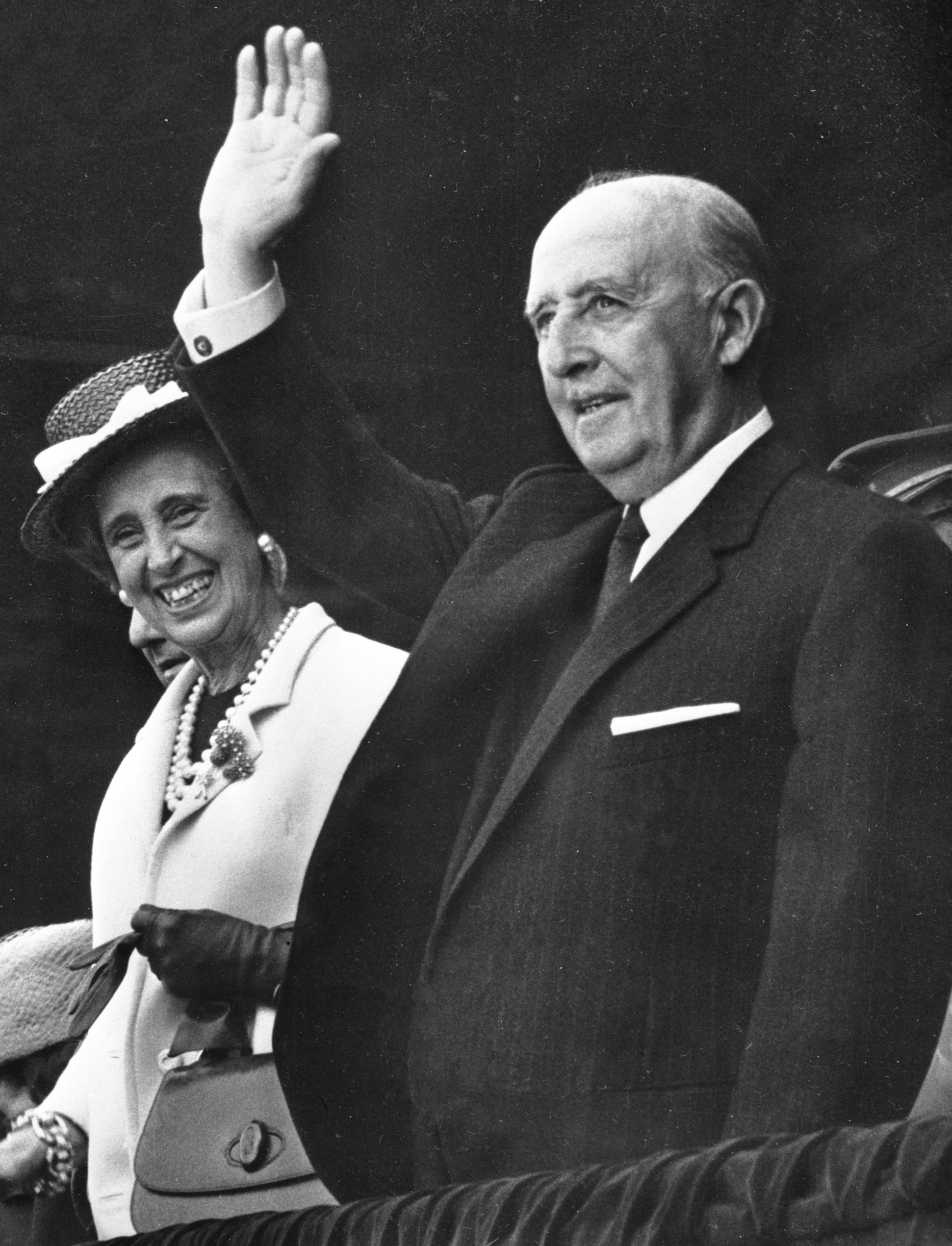
Francisco Franco, cap d'Estat

El Desè Govern d'Espanya durant la dictadura franquista va durar del 7 de juliol de 1965 al 22 de juliol de 1967.

## Fets destacats
Fou el darrer govern franquista amb la presència d'Agustín Muñoz Grandes com a vicepresident i Luis Carrero Blanco, com a subsecretari de la presidència.
Serà el govern que durà a terme el Primer Pla de Desenvolupament (1964-1967) i que estimularà el creixement econòmic arreu de l'Estat. Comencen a situar-se en el govern membres de l'Opus Dei que a poc a poc xocaran amb els ministres falangistes. Durant aquest govern s'aprovaria la Llei de bases de la Seguretat Social (1963) i la Llei Orgànica de l'Estat. Comença una certa oposició estudiantil d'oposició al Sindicato Español Universitario (SEU) que a Barcelona desembocarà en la caputxinada, i que serà molt durament reprimida pel règim.

## Composició
- Cap d'Estat

Francisco Franco Bahamonde
- Vicepresident del Govern

Agustín Muñoz Grandes
- Ministre Subsecretari de la Presidència

Luis Carrero Blanco
- Ministre de la Governació

Camilo Alonso Vega
- Ministre d'Hisenda

Juan José Espinosa San Martín
- Ministre de Treball

Jesús Romeo Gorría
- Ministre d'Afers exteriors

Fernando María Castiella
- Ministre de Justícia

Antonio María de Oriol y Urquijo
- Ministre de l'Exèrcit

Camilo Menéndez Tolosa (militar)
- Ministre de l'Aire

José Daniel Lacalle Larraga
- Ministre de Marina

Almirante Pedro Nieto Antúnez
- Ministre d'Industria

Gregorio López-Bravo de Castro
- Ministre de Comerç

Faustino García-Moncó Fernández
- Ministre d'Obres Públiques.

Federico Silva Muñoz
- Ministre d'Agricultura

Adolfo Díaz-Ambrona Moreno
- Ministre d'Habitatge

José María Martínez y Sánchez-Arjona
- Ministre d'Educació

Manuel Lora-Tamayo Martín
- Ministre Secretari General del Moviment

José Solís Ruiz
- Ministre d'Informació i Turisme

Manuel Fraga Iribarne
- Ministre sense cartera

Laureà López Rodó